# Sebastian Edtbauer
Sebastian Edtbauer (Trostberg, 24 settembre 1981) è un attore tedesco.

## Biografia
Nel 2004 studia recitazione alla Otto-Falckenberg-Schule di Monaco di Baviera. In seguito è impegnato al Teatro Nazionale di Linz. Da dicembre 2006 a ottobre 2007 è su ZDF ne La strada per la felicità, con il ruolo di Erik Landmann.

## Filmografia

### Televisione
- La strada per la felicità (Wege zum Glück) – serial TV, 195 puntate (2007)
- Die Jahrhundertlawine, regia di Jörg Lühdorff (2008)
- Der Kaiser von Schexing – serie TV, episodio 3x04 (2009)
- Komödienstadel - Verhexte Hex, regia di Peter Weissflog (2009)

### Cortometraggi
- U 43, regia di Anna Kuczynski e Wolf Mocikat (2004)

## Programmi televisivi
- Making of 'Die Jahrhundertlawine' (2009)